# 愛野興一郎
愛野 興一郎（あいの こういちろう、1928年4月18日 - 1998年3月20日）は、日本の実業家、政治家。祐徳自動車3代目社長・初代会長。衆議院議員（9期）、経済企画庁長官（第40代）。
父も実業家・政治家で、祐徳自動車創立者、衆議院議員の愛野時一郎。

## 来歴
1928年愛野時一郎、すみれ夫妻の長男として神奈川県横浜市に生まれる。1945年に旧制鹿島中学校を卒業。
1951年に中央大学法学部を卒業後に、農協組合長、1968年佐賀県議会議員、父の時一郎が創立したバス会社の祐徳自動車副社長・社長（議員在任中も社長を務め、後述の経済企画庁長官就任時に辞任し、初代会長に就任）を経て、1972年の第33回衆議院議員総選挙に自由民主党から立候補し初当選。当選回数9回。自民党では田中角栄→竹下登派に所属、内閣部会長、政務調査会副会長、1994年政治倫理部会長を歴任。
1974年9月佐賀県癌予防対策費として100万円寄付により1975年4月26日、紺綬褒章受章。1977年外務政務次官として日中友好条約締結に取り組み、総理府総務副長官、衆議院文教委員長、同外務委員長を歴任し、1989年に竹下改造内閣でリクルート社からの政治献金が問題（リクルート事件）とされ辞任した原田憲の後任として経済企画庁長官長官就任。
1992年、東京佐川急便事件がきっかけで竹下派が分裂すると、羽田孜や小沢一郎を支持し、杉山憲夫、北村直人、藤井裕久、岡田克也ら竹下派の若手議員とともに改革フォーラム21結成に参加。翌1993年、政治改革をめぐって羽田派は宮沢改造内閣不信任案に賛成し自民党を離党、新生党を結成した。翌1994年には同じ佐賀県選出の原口一博も新生党に入党し、同年末の新進党結党に参画した。
しかし同年の羽田内閣の頃から、愛野は小沢の手法に対し批判的な立場を明確にし、同年12月の新進党結成後も小沢の手法を強権的として批判し続けた。1997年10月、衆議院永年在職議員表彰。新進党分党後の1998年1月には、同じく反小沢の旗頭であった鹿野道彦を代表とする新党国民の声に参加、同月中に民政党となる。だが同年3月20日、肝不全のため佐賀県鹿島市の自宅で現職のまま死去、69歳没。死没日をもって勲一等旭日大綬章追贈、正三位に叙される。追悼演説は同年4月14日、中選挙区制では同じ佐賀県全県区選出（愛野の離党前は同じ自民党所属）であった山下徳夫が行った。
2005年には七回忌を記念して有志により鹿島市高津原の旭ヶ岡公園に胸像が作られ、同年12月18日に親族、佐賀県選出の国会議員である原口一博、保利耕輔ら、鹿島市長桑原允彦など、関係者約250人によって除幕式が行われた。

## 人物
柔道六段。学校卒業後も後輩に指導していた。歌は『柔道一代』を特に歌っていた。
テレビ番組は『水戸黄門』のような時代劇、アメリカなら西部劇を好んでいた。理由は必ず正義は勝つことで後味がいいからであった。

## 家族・親族
- 父・愛野時一郎 - 実業家、政治家。祐徳自動車創業者、衆議院議員
- 弟・福岡政文 - 実業家。佐賀日産自動車（祐徳グループ）代表取締役
- 弟・愛野克明 - 実業家。東日本観光バス（祐徳グループ）代表取締役
- 弟・愛野孝志 - 医師。愛野耳鼻咽喉科院長
- 子・愛野時興 - 実業家。祐徳自動車社長・祐徳グループ会長